# Saved from the Redmen
Saved from the Redmen è un cortometraggio muto del 1910 diretto da Fred J. Balshofer.

## Produzione
Il film fu prodotto dalla Bison Motion Pictures e dalla New York Motion Picture.

## Distribuzione
Distribuito dalla Motion Picture Distributors and Sales Company, il film - un cortometraggio in una bobina - uscì nelle sale cinematografiche statunitensi il 10 giugno 1910 in una versione di 295 metri. Nel Regno Unito, venne distribuito due anni più tardi, il 6 luglio 1912, in una versione ridotta di 285 metri.